# العلاقات الألبانية السورينامية
العلاقات الألبانية السورينامية هي العلاقات الثنائية التي تجمع بين ألبانيا وسورينام.

## مقارنة بين البلدين
هذه مقارنة عامة ومرجعية للدولتين:
| وجه المقارنة                                              | ألبانيا                                                    | سورينام                        |
| --------------------------------------------------------- | ---------------------------------------------------------- | ------------------------------ |
| المساحة (كم2)                                             | 28.75 ألف                                                  | 163.27 ألف                     |
| عدد السكان (نسمة)                                         | 3.02 مليون                                                 | 563.40 ألف                     |
| الكثافة السكانية (ن./كم²)                                 | 105.04                                                     | 3.45                           |
| العاصمة                                                   | تيرانا                                                     | باراماريبو                     |
| اللغة الرسمية                                             | اللغة الألبانية                                            | اللغة الهولندية                |
| العملة                                                    | ليك ألباني                                                 | دولار سورينامي، غيلدر سورينامي |
| الناتج المحلي الإجمالي (بليون دولار)                      | 13.04 مليار                                                | 3.32 مليار                     |
| الناتج المحلي الإجمالي (تعادل القوة الشرائية) بليون دولار | 33.17 مليار                                                | 9.07 مليار                     |
| الناتج المحلي الإجمالي الاسمي للفرد دولار أمريكي          | 3.94 ألف                                                   | 9.48 ألف                       |
| الناتج المحلي الإجمالي للفرد دولار أمريكي                 | 11.11 ألف                                                  | 16.64 ألف                      |
| مؤشر التنمية البشرية                                      | 0.764                                                      | 0.714                          |
| رمز المكالمات الدولي                                      | +355                                                       | +597                           |
| رمز الإنترنت                                              | .al                                                        | .sr                            |
| المنطقة الزمنية                                           | توقيت وسط أوروبا، ت ع م+01:00، ت ع م+02:00، أوروبا/تيرانا ‏ | 00                             |

## منظمات دولية مشتركة
يشترك البلدان في عضوية مجموعة من المنظمات الدولية، منها:
| علم المنظمة | اسم المنظمة                        | تاريخ انضمام ألبانيا | تاريخ انضمام سورينام |
| ----------- | ---------------------------------- | -------------------- | -------------------- |
|             | الاتحاد البريدي العالمي            | ?                    | ?                    |
|             | منظمة حظر الأسلحة الكيميائية       | ?                    | ?                    |
|             | منظمة التجارة العالمية             | ?                    | ?                    |
|             | الأمم المتحدة                      | 14 ديسمبر 1955       | 4 ديسمبر 1975        |
|             | وكالة ضمان الاستثمار متعدد الأطراف | 15 أكتوبر 1991       | 2 يوليو 2003         |
|             | منظمة الشرطة الجنائية الدولية      | ?                    | ?                    |
|             | مؤسسة التمويل الدولية              | 15 أكتوبر 1991       | 1 سبتمبر 2011        |
|             | الاتحاد الدولي للاتصالات           | 2 يونيو 1922         | 15 يوليو 1976        |
|             | البنك الدولي للإنشاء والتعمير      | 15 أكتوبر 1991       | 27 يونيو 1978        |
|             | منظمة التعاون الإسلامي             | ?                    | ?                    |
|             | يونسكو                             | 16 أكتوبر 1958       | 16 يوليو 1976        |

## وصلات خارجية
- موقع وزارة الخارجية الألبانية
- موقع وزارة الخارجية السورينامية